# Giorgio Di Centa

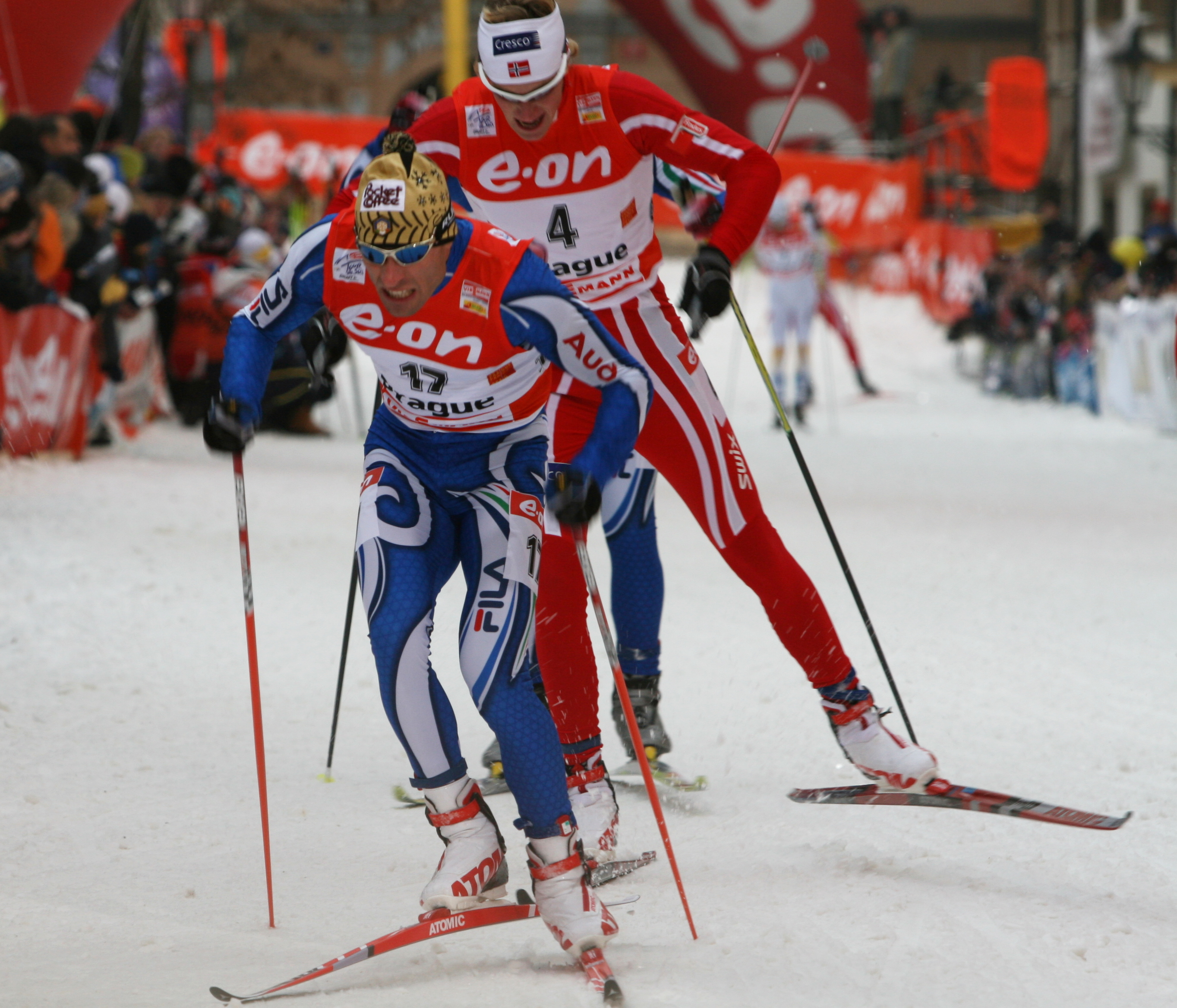
Giorgio Di Centa tijdens de Tour de Ski van 2007

Giorgio Di Centa (Tolmezzo (Udine), 7 oktober 1972) is een Italiaanse Langlaufer die twee gouden medailles won op de Olympische Winterspelen 2006 in Turijn. Hij is de broer van Manuela Di Centa, die ook twee gouden medailles wist te winnen op de Olympische Winterspelen.
Di Centa begon op jonge leeftijd al met langlaufen, in zijn familie was zijn oudere broer Andrea ook een professioneel langlaufer. Toen hij 16 was werd hij lid van het Italiaanse Junior team. In 1995 kwam hij in het Seniorteam. Bij de Olympische Winterspelen 1998 werd hij achtste op de 30 kilometer.
Nadat hij op de Olympische Winterspelen 2002 zilver won op de 4x10 kilometer estafette, won hij op de Wereldkampioenschappen noords skiën van 2005 in de achtervolging ook een zilveren medaille.
Di Centa, die in de Wereldbeker Langlaufen nog nooit een race wist te winnen, kwam in goede vorm op de Olympische Winterspelen 2006 in zijn thuisland Italië. In de achtervolging werd hij teleurstellend vierde. Op het laatste stuk verloor hij nog een medaille aan zijn landgenoot Pietro Piller Cottrer. Met Fulvio Valbusa en Cristian Zorzi vormden zij het sterkste Italiaanse estafetteteam ooit. Het was dan ook geen grote verrassing dat ze goud wonnen.
Di Centa's grootste overwinning kwam echter een week later, op de 50 kilometer. In een groep van ongeveer 10 langlaufers kwam hij als eerste over de streep, voor de sterke Rus Jevgeni Dementjev. Het verschil was slechts 0,8 seconden, het kleinste verschil ooit op de Olympische Spelen.

## Olympische Spelen
| jaar + plaats       | Goud | Zilver | Brons |
| ------------------- | ---- | ------ | ----- |
| 2002 Salt Lake City | 0    | 1      | 0     |
| 2006 Turijn         | 2    | 0      | 0     |

## Wereldkampioenschappen
| jaar + plaats    | Goud | Zilver | Brons |
| ---------------- | ---- | ------ | ----- |
| 1995 Thunder Bay | 0    | 0      | 0     |
| 1997 Trondheim   | 0    | 0      | 1     |
| 1999 Ramsau      | 0    | 0      | 1     |
| 2001 Lahti       | 0    | 0      | 0     |
| 2003 Predazzo    | 0    | 0      | 0     |
| 2005 Oberstdorf  | 0    | 1      | 0     |
| 2007 Sapporo     | 0    | 0      | 0     |